# Поліщук Володимир Трохимович
Володимир Трохимович Поліщук (*17.12.1953, с. Сердюківка, Смілянський район, Черкаська область) — український літературознавець, критик, член Національних спілок письменників, журналістів, краєзнавців України. Доктор філологічних наук (2003), професор (2004), завідувач кафедри української літератури і компаративістики Черкаського національного університету ім. Б. Хмельницького, директор Черкаського наукового центру шевченкознавчих досліджень.

## Біографія
Народився 17 грудня 1953 р. у с. Сердюківка Смілянського району Черкаської області. Закінчив філологічний факультет Черкаського державного педінституту (1979), аспірантуру в Інституті літератури ім. Т. Г. Шевченка НАН України (1991). Працює в Черкаському національному університеті ім. Б. Хмельницького на посадах доцента, професора, завідувач кафедри української літератури і компаративістики. Протягом 2005—2007 рр. ректор цього університету.

## Наукова та художня творчість
Автор понад 500 публікацій у різних періодичних виданнях України й зарубіжжя. Проблематика публікацій — літературознавство, державність української мови, культурологія, фольклористика, літературне краєзнавство. Автор збірок літературознавчих статей і нарисів «Під прапором неба», «Вінок лавровий, вінок терновий», «Зі студій над класиками», бібліографічного збірника «Черкащина літературна», посібника-хрестоматії «Гілочка. Письменники Черкащини — дітям». Один із авторів академічної «Історії української літератури ХХ століття» у 2-х кн. (Кн. 2).
Книги:
- «Черкащина літературна»
- «Література рідного краю в школах Черкащини»
- «З літопису духовного єднання»
- «Від Мономаха до Сковороди»
- «Слава не вмре, не поляже»
- «Василь Захарченко».

Монографічні видання:
- «Повість про героїку і трагедію»
- «Новелістика Михайла Старицького»
- «Повісті Михайла Старицького»
- «Михайло Старицький: методологічні аспекти творчості»
- «Художня проза Михайла Старицького».
- Поліщук В. Т. Вибране. Т. 2 : Розстріляні таланти (Репресовані письменники Черкащини) / Володимир Поліщук. — Черкаси: Чабаненко Ю. А., 2013. — 417 с. [Архівовано 26 вересня 2018 у Wayback Machine.]

Упорядник, автор передмов і видавець збірок творів Т. Осьмачки, О. Лана, А. Чужого, С. Бена, Ю. Ґедзя, Д.Борзяка, О. Журливої, Май Дніпровича, М. Драй-Хмари, П. Филиповича (поезія, літературознавство), Р. Троянкер, В. Доманицького; збірок «Про витязя слово: Рядки поетичної Симоненкіани», «Нечуй поетичний», «Наш Микола Негода», «Чигирине, Чигирине», «Люблю тебе, Черкаський рідний краю».

## Відзнаки
- Обласна літературно-краєзнавча премія імені М. Максимовича (1997 та 2020[1]),
- Міжнародна українська літературна премія ім. Д. Нитченка,
- Міжнародна українська премія ім. Олекси Гірника,
- Всеукраїнська літературно-мистецька премія імені Івана Нечуя-Левицького,
- регіональна  літературно-мистецької премії імені М. Старицького,
- Всеукраїнська літературна премія «Благовіст» (2009),
- Всеукраїнська літературна премія ім. І. Огієнка (2011),
- освітянська премія ім. О. Захаренка (2013);
- Всеукраїнська літературна премія імені Агатангела Кримського 2024 року в номінації «Наукові дослідження»[2].

## Громадська діяльність
Член НСПУ з 1999 року. З лютого 2018 року очолює Черкаську обласну організацію НСПУ. Голова конкурсної комісії з присудження обласної літературної премії ім. В. Симоненка. Голова спецради із захисту кандидатських дисертацій К 73.053.03.